# Policiano
Policiano is een plaats (frazione) in de Italiaanse gemeente Arezzo.